# Jan Stage
Jan Georg Stage (født 1. marts 1937 på Frederiksberg, død 23. september 2003) var en dansk forfatter, digter og journalist.

## Journalistisk karriere
Jan Stage var i sin ungdom kommunist og startede sin journalistiske karriere på DKP's dagblad Land og Folk. Her fik han et legat, som sendte ham til Cuba i 1963, hvor han opholdt sig de næste otte år. Fra 1967 arbejdede han som Latinamerika-korrespondent for Information.
Mellemamerika var Jan Stages hjem indtil midten af 1970'erne, hvor han tog tilbage til Danmark. Han blev omrejsende korrespondent, først for Information og senere for Politiken, hvortil daværende chefredaktør Herbert Pundik hentede ham i 1978. Han rejste til verdens brændpunkter og skrev krigsreportager fra bl.a. borgerkrigen i Libanon, hvor han var med ved fronten i flere år.
I slutningen af 1980'erne og begyndelsen af 1990'erne rapporterede han bl.a. fra ex-Jugoslavien. Beretningerne var ofte krydrede med mange detaljer, som kritikere af hans stil har karakteriseret som fantasifuld, fordi "der ikke blev taget smålige hensyn til faktuelle kendsgerninger".
Han har ud over de nævnte aviser skrevet for Ekstra Bladet og den tyske udgave af magasinet Lettre Internationale.
De mange udstationeringer i krigszoner betød, at Stage udviklede en opgivende kynisme overfor sine oprindelige idealer, som i mange år blev anset for at være opstået under arbejdet i krigszonerne. Den 1. november 2014 hævdede Stages ven og kollega gennem 32 år, Lasse Ellegaard, imidlertid, at det skyldtes, at Stage havde medvirket ved en terroraktion, hvor den tyske aktivist Monika Ertl dræbte den bolivianske generalkonsul i Vesttyskland i 1971. Stage var angiveligt fører af flugtbilen. Episoden var allerede blevet omtalt i en biografi om Ertl fra 2009. Motivet var at hævne drabet på Che Guevara, som generalkonsulen stod bag.

## Forfatteren Jan Stage
Jan Stage debuterede med en digtsamling i 1963, men hans egentlige skønlitterære forfatterskab begyndte med Fare, fare krigsmand fra 1985, hvor han startede sin serie med spændingsromaner, som bl.a. bygger på hans egne erfaringer som krigskorrespondent.
Thrilleren Neptun-komplottet fra 1988 var baseret på sagen om et Fokker-fly der den 20. april 1985 nødlandede på den grønlandske indlandsis.
Flyet var på vej fra Nordyemen til Nicaragua.
To overlevende, Ibrahim Mansour fra PLO og den indiske pilot Priadashan Pandey, blev fløjet til Rigshospitalet for behandling. Der interviewede Jan Stage dem for Politiken.
Jan Stage er stærkt inspireret af bl.a. John le Carre og Graham Greene, hvor Stages gennemgående figur i flere romaner, Arne Sehested, har mange lighedspunkter med le Carres George Smiley.

## Priser mv.
- Publicistprisen (1994) for Asken brænder.
- Den Berlingske Fonds Journalistpris (1995)
- Drassows Legat (1997)

### Skønlitteratur
- I morgen min ven, digte, (1963)
- Fare, fare krigsmand, roman (1985)
- Vindløberen, roman (1986)
- Kains alternativ, roman (1987)
- Neptun-komplottet, roman (1988)
- I gribbens øje, roman (1989)
- Øje for øje, roman (1990)
- Tre dage før regnen, roman (1992)
- Den sidste soldat, roman (1993)
- Tilfældets kyst, roman (1998)
- "Delfinens smil" (1995)
- Et kys fra Kaliningrad (2001)
- Den cubanske fælde, roman (2002)

### Faglitteratur
- Algeriet år 12 (1966)
- Så det er altså Cuba, reportage, (1966)
- Generalernes time : Chile september-oktober 1973 (1973)
- Den berlingske konflikt : ragnarok i Pilestræde (1977)
- Don Che' Guevaras verden. En dagbog om mennesker og veje i Latinamerika (1988)
- Asken brænder : en forfatter i krig, reportager (1993)
- Krigskorrespondent, essays og reportager (1997)
- Niemansländer, reportager (2003)
- Signatur: Jan Stage : essays og journalistik 1961-2001, udvalgt og kommenteret af Lasse Ellegaard, (2007)

### Selvbiografi
- Og ham der slår på tromme, erindringer, (1999)